# Scouts et Guides pluralistes de Belgique
Les Scouts et Guides pluralistes de Belgique sont un mouvement de jeunesse, en Belgique francophone : c'est une fédération sans affiliation religieuse qui accepte la mixité. 
Les Scouts Pluralistes sont membres fondateurs des organisations mondiales scoute et guide (OMMS – AMGE).

## Histoire
Le mouvement est issu de la scission en 1966 des Boy-Scouts et Girl-Guides de Belgique, fondé en 1910.
Ce mouvement, appelé jusqu'en 1992 Fédération des Éclaireuses et Éclaireurs, est la branche francophone issue de la scission des(BSB-GGB) en 1966,.

## Effectifs et répartition
Le nombre d'unités et de membres varie en fonction des années. En 2001, les Scouts et Guides Pluralistes comptaient près de 3.900 membre répartis dans 61 unités alors qu'en 2016 cette fédération chapeautait 44 unités locales. En 2020 les Sea-Scouts de Jambes l'ont rejointe pour augmenter le nombre à 45 unités dont 15 sont situées à Bruxelles et 30 en Wallonie principalement dans les provinces du Hainaut et de Liège. 
Les Scouts et Guides pluralistes sont officiellement reconnus par la Communauté française. L’association est également un organisme de formation habilité à former des animateurs de centres de vacances et à leur délivrer un brevet d'animateur de centre de vacances (BACV) certifié par la Communauté française[réf. nécessaire].
En 2005, 36% des membres de cette fédération sont concentrés dans la Région de Bruxelles-Capitale, tant dans les quartiers aisés que défavorisés.

## Scoutisme marin
Certaines unités du mouvement possèdent le caractère particulier d'être nautiques, c'est-à-dire pratiquant le sea-scoutisme. La 23e Unité Sea-Scouts de Jambes,, fondée en 1960 par Roger Pierard,,, en est un parfait exemple tout comme la 24e de Couvin, la 72e de Seneffe et la 25e Port de Bruxelles.